# Йовичевич, Павле
Павле Йовичевич (серб. Павле Јовићевић; 11 сентября 1910, дер. Шинджьён, близ Реки Черноевича, Королевство Черногория — 13 апреля 1985, Белград, СФРЮ) — активный участник Народно-освободительной борьбы народа Югославии; югославский партийный и государственный деятель,  председатель Народной Скупщины Автономного края Косова и Метохии (1956—1960), Народный герой Югославии.

## Биография
Родился в бедной крестьянской семье, которая переехала Метохию. До войны он работал рабочим в металлургии.
Окончил начальную школу в Пече.  В 19 лет уехал отправился во Францию, где работал в чугунолитейном заводе недалеко от Нанси. Был активным членом профсоюза, за что его уволили с работы. В 1931 г. вернулся в Печ и в том же году вступил в ряды Коммунистической партии Югославии. С этого времени начал заниматься профессиональной партийной работой. В 1938 г. был избран в местный комитет КПЮ в Пече, а в 1939 г. стал членом Коммунистической партии Косово и Метохии.
Участвовал во всех революционных политических действиях, которые были инициированы косовскими коммунистами, особенно активно занимался организацией демонстраций против буржуазного режима в Косовом Поле (1939), во время празднования годовщины Битвs на Косовом поле. За свою революционную деятельность несколько раз подвергался арестам. Ему было предъявлено обвинение в организации демонстраций в Пече, поэтому пять месяцев он провел в поселении. По возвращении он был вновь арестован, однако Белградский суд не нашел основания для вынесения обвинительного приговора. 
После начала Югославской операции принимал активное участие в защите родины. Сразу после оккупации Печа он был арестован со своими товарищами немцами, но им удалось убежать. В мае 1941 г. в соответствии с директивой КПЮ включился в повстанческую борьбу на территории Косовской Митровицы.

### Народно-освободительная борьба
Он покинул Печ в 1941 г. и перебрался на территорию Верхнего Полимле, где включился в работу по подготовке к вооруженному восстанию против оккупантов. Вскоре по под заданием КПЮ с группе других партийных работников он возвращается из Черногории в Косово и создает Первый метохийский партизанский отряд. Несмотря на спровоцированный оккупантами рост великоалбанского шовинистического террора, ему создать условия для расширения базы Национально-освободительного движения.
В середине 1942 г. он становится членом военного штаба, а с апреля 1943 г. — членом Главного штаба по Косово и Метохии, который был сформирован по решению Верховного штаба НОАЮ. Когда в апреле 1943 г. был убит Боро Вукмирович, секретарь регионального комитета КПЮ, Йовичевич вступил в эту должность и оставался на ней до освобождения Косово.
На этом посту принял деятельное участие в подготовке и проведении первой конференции национальных представителей, проходившей с 31 декабря 1943 г. по 2 января 1944 г. в Буйане, на которой был избран Народно-освободительный комитет Косово и Метохии. До конца войны он являлся его вице-президентом. В 1944 г. он работал над созданием новых воинских частей. Специальный батальон, который был сформирован в середине 1944 г., сыграл важную роль в развитии национального освобождения в долинах Ибара, западных частях Косово и восточных частях Санджака. Внес большой личный вклад в создание косово-метохийскихбригад, а также — в создание национальных комитетов на освобожденной территории.

### Послевоенный период
После окончания Второй мировой войны занимал ряд ответственных государственных и партийных должностей. Являлся секретарем и председателем регионального комитета по Косово и Метохии, членом секретариата областного комитета КПЮ по Косово и Метохии, а с 1956 по 1960 г. являлся председателем Народной Скупщины Автономного края Косова и Метохии.
Избирался членом Центрального комитета, затем — членом Ревиционной комисии Союза коммунистов Сербии, в 1948 г. был избран кандидатом в члены ЦК КПЮ. Избирался депутатом Союзной Скупщины СФРЮ, член Федерального совета Союз объединений борцов народно-освободительной войны Югославии, членом Совета Федерации СФРЮ.
С Мито Мильевичем выступил автором книги «Борьба крестьянских коммунистов между двумя войнами 1918-1941», опубликованной в Белграде в 1980 г.

## Награды и звания
Народный Герой Югославии (1953).
Герой Социалистического труда СФРЮ. Был награжден орденами Национального освобождения, Золотой звездой ордена «За заслуги перед народом», Золотой звездой ордена «Братства и единства», орденом «За храбрость», медалью «Партизанская память» (1941).